# Myotis adversus
Myotis adversus  (Horsfield, 1824) è un pipistrello della famiglia dei Vespertilionidi, diffuso nell'Ecozona orientale e Vanuatu.

## Descrizione

### Dimensioni
Pipistrello di piccole dimensioni, con la lunghezza della testa e del corpo tra 51 e 53 mm, la lunghezza dell'avambraccio tra 38 e 45 mm, la lunghezza della coda tra 33 e 48 mm, la lunghezza del piede tra 10 e 13 mm, la lunghezza delle orecchie tra 14 e 18 mm e un peso fino a 10,4 g.

### Aspetto
La pelliccia è densa e lanosa. Le parti dorsali variano dal bruno-grigiastro al rossastro, mentre le parti ventrali sono color cannella, con le punte dei peli grigio chiare, particolarmente sul petto. Le orecchie sono marroni chiare, relativamente corte e con la punta arrotondata. Il trago è lungo, lanceolato e diritto. Le membrane alari sono marroni chiare e attaccate posteriormente lungo le caviglie. I piedi sono grandi, con gli artigli ricurvi. Il calcar è lungo. I secondi premolari superiori ed inferiori sono simili in grandezza ai primi. Il cariotipo è 2n=44 FNa=50.

## Biologia

### Comportamento
Si rifugia in grotte e gallerie, dove forma piccole colonie. Caccia prevalentemente sopra laghi e lungo i corsi d'acqua.

### Alimentazione
Si nutre di pesci, rane e altri vertebrati acquatici.

## Distribuzione e habitat
Questa specie è diffusa in maniera veramente frammentata nell'Ecozona orientale e nell'Ecozona australasiana, dalla Cina centro-orientale, isola di Taiwan, Giava, Borneo, Piccole Isole della Sonda e sulle isole Vanuatu.
Vive nelle foreste di pianura.

## Tassonomia
Sono state riconosciute 6 sottospecie:
- M.a.adversus: Giava occidentale; Kangean, Nusa Penida, Sumbawa, Moyo, Flores, Lembata, Pantar, Alor, Timor, Savu;
- M.a.carimatae (Miller, 1906): Borneo settentrionale, isola di Karimata;
- M.a.orientis (Hill, 1983): Malakula, Aore sulle isole Vanuatu:;
- M.a.taiwanensis (Ärnbäck-Christie Linde, 1908): Taiwan, province cinesi dello Shandong e di Anhui;
- M.a.tanimbarensis (Kitchener, 1995): Yamdena nelle Isole Tanimbar;
- M.a.wetarensis (Kitchener, 1995): Wetar.

La sottospecie M.a.taiwanensis potrebbe essere una specie distinta.

## Conservazione
La IUCN Red List, considerato il vasto areale, classifica M.adversus come specie a rischio minimo (Least Concern)).